# Randverdunkelung

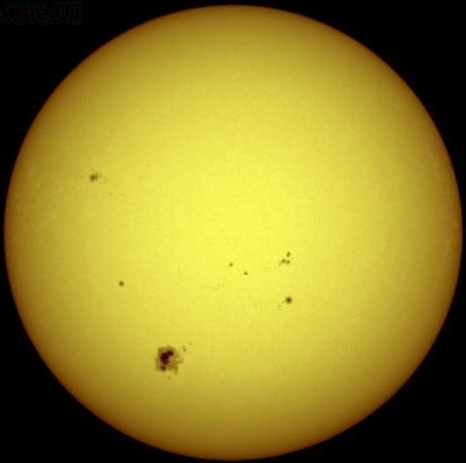
Die Sonne im Juni 1992. Deutlich sichtbar ist die Randverdunklung. Der Sonnenfleck links unten hat etwa 5-fache Erdgröße.

Als Randverdunkelung bezeichnet man in der Astronomie das Phänomen, dass die scheinbare Scheibe eines Sterns in Randnähe einen merklich geringeren Strahlungsfluss in Richtung des Beobachters emittiert. Anhand der Sonnenscheibe kann der Effekt unmittelbar beobachtet werden, bei anderen Sternen kann die Randverdunkelung anhand des Lichtspektrums nachgewiesen werden.
Wie Karl Schwarzschild Anfang des 20. Jahrhunderts zeigte, kommt es zur Randverdunkelung, weil Sterne aus Gas bestehen, dessen Temperatur zur Oberfläche hin abnimmt: in der Scheibenmitte sind tiefere, heißere Regionen zu sehen, die stärker strahlen; am Rand dagegen fällt der Blick nur auf höhere, weniger heiße und deswegen auch weniger helle Schichten. Wären Sterne Festkörper, so wäre keine Randverdunkelung zu bemerken. Der genaue Verlauf der Randverdunkelung gibt Aufschluss über den Druck- und Temperaturverlauf in den oberen Regionen der Sternatmosphäre.

## Geometrische und physikalische Grundlagen
Pflanzt sich Licht in einem Medium fort, so kommt es zur Extinktion: Nur einem Teil der Lichtteilchen gelingt es, das Medium zu durchqueren; die anderen werden absorbiert bzw. gestreut.
Für ein homogenes Medium hängt die Zahl der beim Durchgang durch ein Medium der Dicke {\displaystyle l} übrig gebliebenen Lichtteilchen exponentiell von {\displaystyle l} und den Materialeigenschaften ab:
{\displaystyle n=n_{0}\cdot {\frac {1}{e^{l/L}}}}
Dabei ist die charakteristische Länge {\displaystyle L}, Eindringtiefe genannt, ein materialspezifisches Maß dafür, wie tief ein Beobachter von außen in das Medium hineinsehen kann. Von einer Schicht, die gerade den Abstand {\displaystyle l=L} von der Oberfläche hat, erreichen den Beobachter lediglich noch {\displaystyle 1/e} der ausgesandten Lichtteilchen. e ist die Eulersche Zahl.
Die Abbildung rechts zeigt eine Sternkugel im Querschnitt, die aus zwiebelschalenartig übereinanderliegenden Gasschichten unterschiedlicher Dichte und Temperatur besteht. Aufgrund der Geometrie kann ein Beobachter, der sich in großer Entfernung jenseits des rechten Bildrandes befindet, tief in den Stern hineinsehen, nämlich bis zur Schicht A, wenn er direkt zum Zentrum O schaut; für den Beobachter entspricht dies der Mitte des Scheibchens, als das er den Stern am Himmel wahrnimmt. In den Randregionen des Sternscheibchens, als Beispiel ist der Punkt B eingezeichnet, entspricht die gleiche charakteristische Länge L einer weiter außen gelegenen Sternschicht; dementsprechend kann der Beobachter hier weniger tief in die Sternatmosphäre schauen.
Die effektive Temperatur derjenigen Schichten des Sternengases, die das sichtbare Licht erzeugen, nimmt in Richtung auf tiefergelegene Schichten immer weiter zu. Die betreffenden Schichten verhalten sich näherungsweise wie ein Schwarzer Strahler, dessen Strahlungsintensität, dem Stefan-Boltzmann-Gesetz folgend, mit wachsender Temperatur anwächst. Die in Scheibchenmitte sichtbaren tieferen Schichten sind daher heller als die am Scheibchenrand sichtbaren höhergelegenen Schichten: Es kommt zur Randverdunkelung des Sternscheibchens.

## Randverdunkelung bei der Sonne
siehe Photosphäre #Mitte-Rand-Verdunkelung, mit weiterer Formel.

## Randverdunkelung bei Planeten
Eine Randverdunkelung ist beispielsweise auch bei Beobachtungen von  Uranus zu sehen. 